# Georg Cronquist
Georg Theodor Cronquist, född 26 april 1837 i Malmö, död 1914, var en svensk affärsidkare.
Cronquist var son till redaktören Johan Cronquist och företagaren Anna Christina Cronquist. Han var från 1862 delägare i sin mors firma, A.C. Cronquist & Son. Han var från 1870 ledamot i styrelsen för Malmö sparbank och från 1900 i styrelsen för Riksbankens avdelningskontor i Malmö. Han var 1877–1900 ledamot av Malmö stadsfullmäktige, 1872–1895 ledamot i styrelsen för tekniska skolorna i Malmö, från 1881 i direktionen för Malmö hospital (Malmö asyl) och från samma år i styrelsen för Malmö museum.
Cronquist var tillsammans med hustrun Aqvilina Cronquist, född Norlander, 1881 med och bildade Föreningen för barnavård i Malmö som kom att driva Malmö barnsjukhus. 
År 1987 uppkallades Cronquists gata i Malmö efter dem och sonen Johan Cronquist, som var Malmös första specialist i barnsjukdomar och från 1907 till sin död Malmö barnsjukhus läkare. Han var även far till Carl och Axel Cronquist.
Georg Cronquist är gravsatt på Gamla kyrkogården i Malmö.